# Mythimna virgata
Mythimna virgata är en fjärilsart som beskrevs av Franz Dannehl 1926. Mythimna virgata ingår i släktet Mythimna och familjen nattflyn. Inga underarter finns listade i Catalogue of Life.